# Élections européennes de 2004 en Grèce
Les élections européennes se sont déroulées le dimanche 13 juin 2004 en Grèce pour désigner les 24 députés européens au Parlement européen, pour la législature 2004-2009.

## Résultats
| Parti | Parti                                                         | Votes     | Votes | Votes | Sièges | Sièges | Sièges |
| Parti | Parti                                                         | Voix      | %     | Diff  | Nom.   | Diff.  |        |
| ----- | ------------------------------------------------------------- | --------- | ----- | ----- | ------ | ------ | ------ |
|       | Nouvelle Démocratie (ND)                                      | 2 633 574 | 43,01 | +7,01 | 11     | +2     |        |
|       | Mouvement socialiste panhellénique (PASOK)                    | 2 083 327 | 34,03 | +1,12 | 8      | -1     |        |
|       | Parti communiste (KKE)                                        | 580 396   | 9,48  | +0,81 | 3      | =      |        |
|       | Coalition de la Gauche, des Mouvements et de l’Écologie (SYN) | 254 447   | 4,16  | -1,00 | 1      | -1     |        |
|       | Alerte populaire orthodoxe (LAOS)                             | 252 429   | 4,12  | +4,12 | 1      | +1     |        |
|       | Autres                                                        | 318 459   | 5,20  |       | 0      | -2     |        |
|       | Total                                                         | 6 122 632 | 100   |       | 24     | -1     |        |
|       | Votes nuls                                                    | 161 005   |       |       |        |        |        |
|       | Total                                                         | 6 283 637 |       |       |        |        |        |